# Micheline Calmy-Rey
Micheline Calmy-Rey (ur. 8 lipca 1945 w Sionie) – szwajcarska działaczka polityczna, członek Szwajcarskiej Rady Federalnej w latach 2003–2011. Prezydent Szwajcarii w 2007 oraz w 2011.

## Życiorys
Została wybrana do Szwajcarskiej Rady Federalnej 4 grudnia 2002 jako członkini Szwajcarskiej Partii Socjaldemokratycznej. 1 stycznia 2003 zajęła miejsce Ruth Dreifuss. Stanęła na czele departamentu spraw zagranicznych, którym kierowała przez cały okres pełnienia mandatu. Wcześniej była członkiem rządu kantonu genewskiego. Z wykształcenia politolog i ekonomistka, jest członkinią Socjaldemokratycznej Partii Szwajcarii.
W grudniu 2005 została wybrana na wiceprzewodniczącą Rady Federalne (wiceprezydenta Szwajcarii) na rok 2006. W 2007 pełniła funkcję prezydenta Szwajcarii. 1 listopada 2020 zastąpiła Moritza Leuenbergera na stanowisku wiceprezydenta. 1 stycznia 2011 ponownie objęła stanowisko prezydenta Szwajcarii. W skład Szwajcarskiej Rady Federalnej wchodziła do 31 grudnia 2011. W wyborach do Rady w grudniu 2011 nie ubiegała się o reelekcję.
Od 2012 roku jest członkinią Klubu Madryckiego, niezależnej organizacji zajmującej się upowszechnianiem demokracji.